# Erinus
Erinus L., 1753 è un genere di piante erbacee della famiglia delle Plantaginaceae.

## Etimologia
Il nome del genere deriva dal prefisso "eri-" (= morbido, lanoso). Questo nome è stato usato per primo da Dioscoride (Anazarbe, 40 circa – 90 circa), medico, botanico e farmacista greco antico che esercitò a Roma ai tempi dell'imperatore Nerone, per una pianta a basso portamento. "Erinus" era anche una divinità vendicatrice.
Il nome scientifico del genere è stato definito da Linneo (1707 – 1778), conosciuto anche come Carl von Linné, biologo e scrittore svedese considerato il padre della moderna classificazione scientifica degli organismi viventi, nella pubblicazione "Species Plantarum - 2: 630" del 1753.

## Descrizione

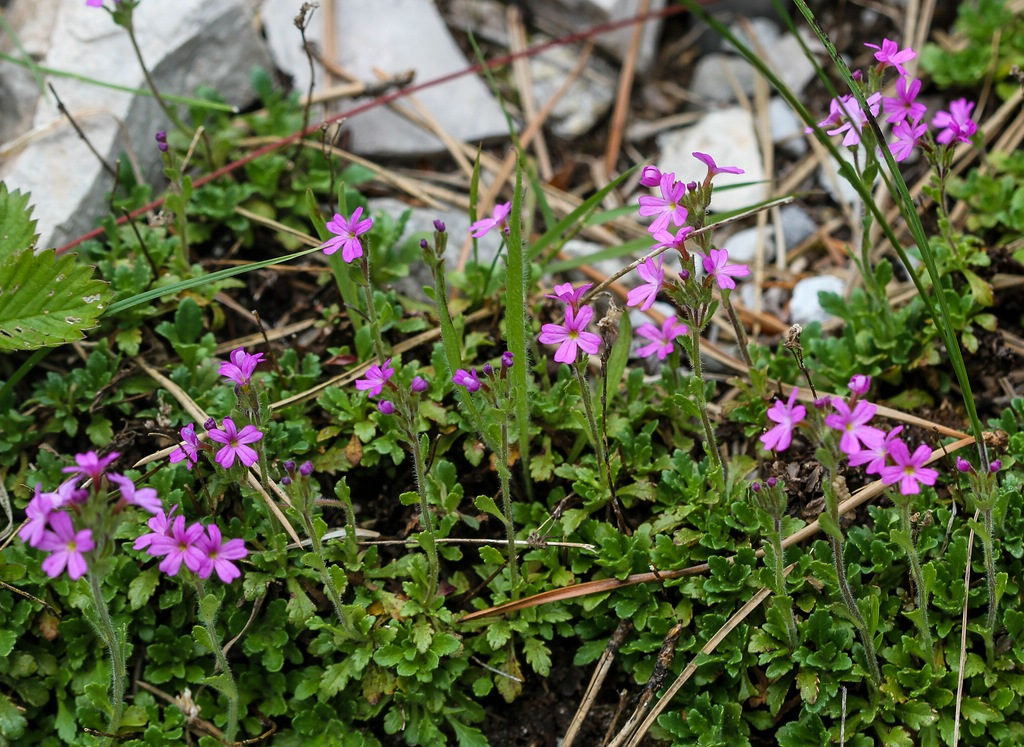
Il portamento
Erinus alpinus

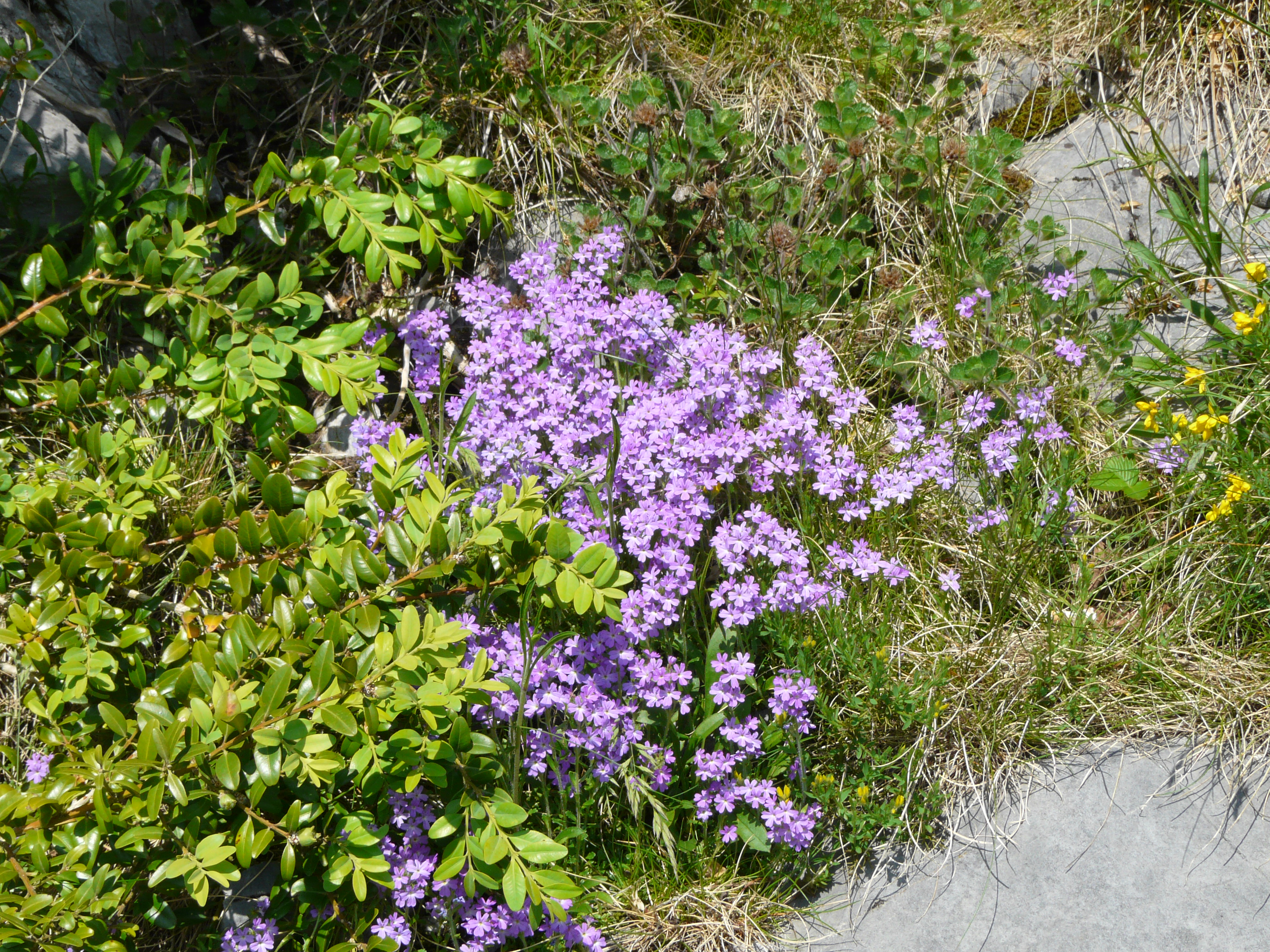
Le foglie
Erinus alpinus

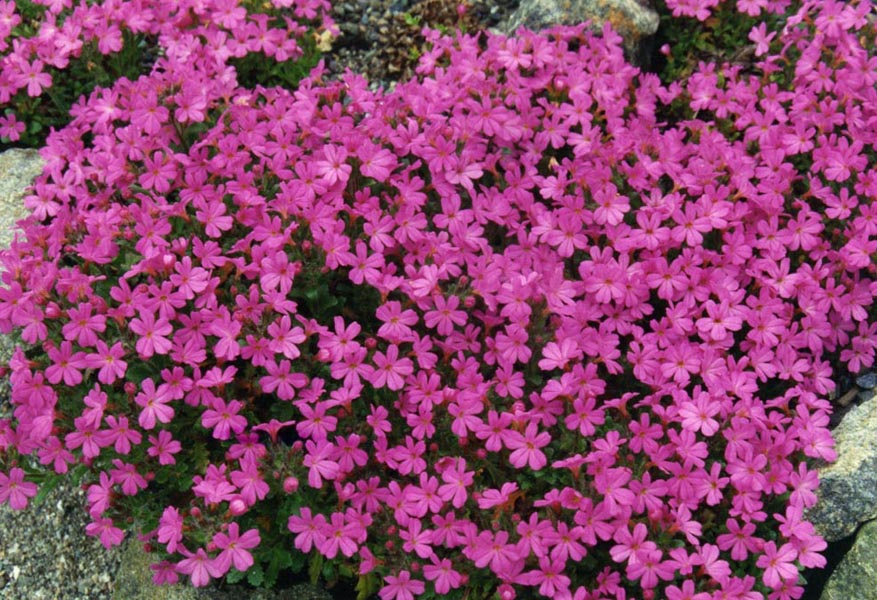
Infiorescenza
Erinus alpinus

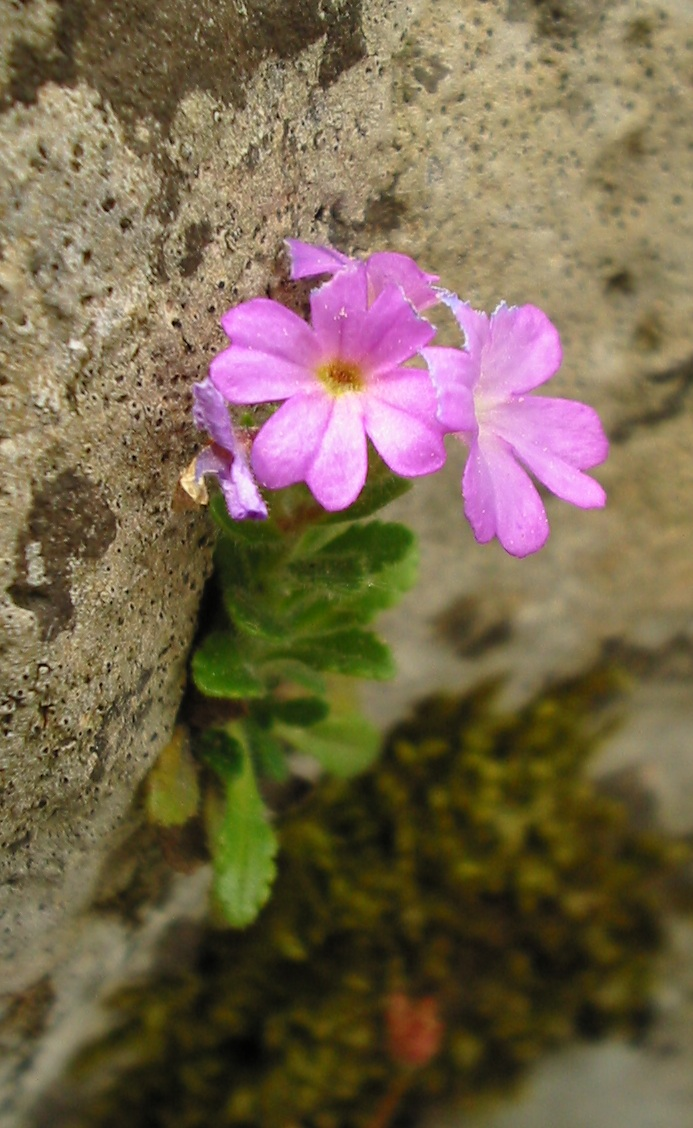
I fiori
Erinus alpinus

Queste piante non sono molto alte. La forma biologica prevalente è emicriptofita scaposa (H scap), ossia in generale sono piante erbacee, a ciclo biologico perenne, con gemme svernanti al livello del suolo e protette dalla lettiera o dalla neve e sono dotate di un asse fiorale eretto e spesso privo di foglie. Sono anche descritte altre forme biologiche come camefita suffruticosa (Ch suffr), piante perenni e legnose alla base, con gemme svernanti poste ad un'altezza dal suolo tra i 2 ed i 30 cm (le porzioni erbacee seccano annualmente e rimangono in vita soltanto le parti legnose). Queste piante in genere sono densamente ghiandoloso-tomentose.

### Radici
Le radici sono secondarie di tipo fascicolato da rizomi sotterranei e ramosi.

### Fusto
La parte aerea del fusto è prostrata con rami da ascendenti a eretti. La sezione del fusto è arrotondata. L'insieme dei fusti di una stessa pianta formano un lasso cuscinetto. 

### Foglie
Le foglie, brevemente picciolate, sono di due tipi: basali e cauline. Quelle basali hanno la lamina a forma da oblanceolata a spatolata grossolanamente dentata sui bordi. Quelle cauline, a disposizione alterna e subsessili, sono progressivamente minori con forme da Erinus alpinus a cuneate con margini scarsamente dentati.

### Infiorescenza
Le infiorescenze, pauciflore, formate da racemi terminali e brevi, hanno dei rachidi ghiandolosi. I fiori sono sottesi da alcune brattee lunghe quanto i peduncoli. 

### Fiore
I fiori sono ermafroditi, più o meno attinomorfi e tetraciclici (composti da 4 verticilli: calice – corolla – androceo – gineceo), pentameri (calice e corolla divisi in cinque parti).
- Formula fiorale:

X o * K (4-5), [C (4) o (2+3), A 2+2 o 2], G (2), capsula.
- Calice: il calice (gamosepalo e attinomorfo) con forme campanulate è diviso in cinque profondi lobi da lineari-oblunghi a lanceolati. Sul calice sono presenti dei peli ghiandolari.
- Corolla: la corolla è gamopetala con forme tubolari (il tubo è cilindrico e stretto) e terminante in cinque lobi patenti e retusi (o smarginati) all'apice. I due lobi superiori sono più piccoli dei tre inferiori (corolla più o meno zigomorfa). Il colore della corolla è violetto-purpureo (raramente può essere bianco).
- Androceo: gli stami sono quattro didinami (due lunghi e due corti) e sono inclusi nel tubo corollino. I filamenti sono adnati alla corolla. Le antere sono sagittate ed hanno due teche separate (confluiscono all'apice), uguali con forme arrotondate.
- Gineceo: il gineceo è bicarpellare (sincarpico - formato dall'unione di due carpelli connati). L'ovario (biloculare) è supero con forme ovoidi-coniche e apice stretto. Gli ovuli per loculo sono da numerosi a pochi (4 per loculo), hanno un solo tegumento e sono tenuinucellati (con la nocella, stadio primordiale dell'ovulo, ridotta a poche cellule).[11]. Lo stilo in questa specie è mancante, per cui lo stigma è sessile) e capitato. Il disco nettarifero è presente nella parte inferiore della corolla (sotto l'ovario).

### Frutti
Il frutto è del tipo a capsula con 4 valve (per la deiscenza setticida dei semi). I semi sono finemente reticolati.

## Riproduzione
- Impollinazione: l'impollinazione avviene tramite insetti (impollinazione entomogama).
- Riproduzione: la fecondazione avviene fondamentalmente tramite l'impollinazione dei fiori (vedi sopra).
- Dispersione: i semi cadendo a terra (dopo essere stati trasportati per alcuni metri dal vento – disseminazione anemocora) sono successivamente dispersi soprattutto da insetti tipo formiche (disseminazione mirmecoria).

## Distribuzione e habitat
La distribuzione delle specie di questo genere europea-mediterranea con habitat secchi e montani.
Solamente una specie di questo genere, presente sul territorio italiano, si trovano anche sulle Alpi. Qui di seguito sono elencati alcuni dati relativi all'habitat, al substrato e alla distribuzione di questa specie:.
- - Erinus alpinus L., 1753:

Comunità vegetale: comunità delle fessure, delle rupi e dei ghiaioni.
Piani vegetazionali: montano e subalpino.
Substrato: calcareo.
Livello pH: basico.
Livello trofico: basso.
Umidità ambientale: secco.
Habitat:  l'habitat tipico per questa specie sono le rupi alpine, le pietraie (morene) e i pendii sassosi.
Zona alpina: parte occidentale.

## Tassonomia
La famiglia di appartenenza (Plantaginaceae) è relativamente numerosa con un centinaio di generi. La classificazione tassonomica di Erinus è in via di definizione in quanto fino a poco tempo fa apparteneva alla famiglia delle Scrophulariaceae (secondo la classificazione ormai classica di Cronquist), mentre ora con i nuovi sistemi di classificazione filogenetica (classificazione APG) è stato assegnato alla famiglia delle Plantaginaceae; anche i livelli superiori sono cambiati (vedi il box tassonomico iniziale). Queste piante appartengono alla tribù delle Digitalideae (Dumort.) Dumort. (1829)
Il genere Erinus ha solamente due specie; per alcuni Autori la specie è una sola (E. alpinus) con due sottospecie.

### Filogenesi
Da un punto di vista filogenetico il genere Erinus, all'interno della tribù Digitalideae, è in posizione "basale" e quindi risulta "gruppo fratello" al resto della tribù formata dai generi Digitalis (parafiletico) e Isoplexis.

### Elenco delle specie del genere
Per questo genere sono indicate solamente due specie:
- Erinus alpinus L., 1753 - Distribuzione: Europa mediterranea occidentale e Magreb
- Erinus thiabaudii Jahand. & Maire, 1925 - Distribuzione: Marocco

### Specie spontanee italiane
In Italia è presente solamente una specie per questo genere:
- Erinus alpinus L., 1753 - Erinus: l'altezza massima è di 12 – 25 cm; il ciclo biologico è perenne; la forma biologica è emicriptofita scaposa (H scap); il tipo corologico è Circumboreale o anche Orofita - Ovest Mediterraneo; l'habitat tipico sono le rupi, le pietraie e i pendii sassosi; la distribuzione sul territorio italiano è discontinua (Nord-Centro) fino ad una altitudine compresa tra 400 - 2.300 m s.l.m..